# Bing Webmaster Tools
Bing Webmaster Tools (precedentemente chiamato Bing Webmaster Center) è un servizio gratuito di Microsoft per analisi e statistiche di siti web sulla rete di ricerca Bing, il motore di ricerca di proprietà Microsoft. Questo strumento consente ai webmaster di aggiungere la proprietà dei siti web, consentendone l'indicizzazione da parte del crawler, per poi avere accesso ad una serie di statistiche sulle performance (clic, visualizzazioni) oltre a numerose varie funzionalità. L'equivalente di Google Search Console per l'altro motore di ricerca. Bing Webmaster Tools inoltre dispone di varie funzionalità di diagnostica, analisi e risoluzione di problemi di indicizzazione, consente di sottoporre manualmente nuove URL da indicizzare, creazione di Sitemap, varie informazioni sulle performance del sito web su motore di ricerca Bing.

## Caratteristiche
Bing Webmaster Tools offre molte funzionalità per i proprietari e gestori di un sito web, dopo l'iscrizione, verificandone la proprietà.
Alcune delle caratteristiche principali:
- inviare la sitemap del sito web.
- sottoporre manualmente URL a scansione; il numero può essere maggiore di 10000 URL al giorno.
- potenziali errori di indicizzazione, codici di stato HTTP, pagine bloccate da robots.txt, ecc.
- lista dei backlink del sito web che Bing ha trovato.
- download dei dati (clic, impression, keyword, ecc), i primi 1000 risultati scaricabili in formato .csv per poter compiere analisi dei dati più approfondite.
- strumento di ricerca keyword, per avere suggerimenti su nuove keyword, utile in ambito SEO.
- verificare eventuali problemi del file robots.txt e strumento validatore del markup, se rispetta gli standard W3C (W3C Validator).